# 68-о средно училище „Академик Никола Обрешков“
68 средно училище „Академик Никола Обрешков“ се намира в София, жилищен комплекс „Дружба-2“.

## История
Училището е открито на 15 септември 1986 г. в новопостроения жк. „Дружба-2“ като ЕСПУ за ученици от 1 до 12 клас. През първата година има 1080 ученици, а през учебната 1987/88 г. прага му прекрачват 2135 ученици. След 2 години получава името на видния български математик Никола Обрешков.
От средата на 1990-те години училището работи по свои уникални учебни планове за 6-годишно обучение след 7 клас, които съчетават едногодишно интензивно изучаване на английски език и профилирана подготовка по математика, биология и химия в горния курс. През учебната 1996/97 г. училището сключва договор за сътрудничество с посолството на Япония. Обзаведен е модерен за времето компютърен кабинет. Японски преподаватели преподават информатика и информационни технологии на английски език.
От 1999/2000 г. започва прием на ученици от първи клас в паралелка с разширено изучаване на изобразително изкуство и СИП „Религия“ в начален етап. От 2006/2007 г. се обучават и 6-годишни деца в подготвителна предучилищна група.

## Съвременно състояние
Днес училището разполага с 3 компютърни кабинета, кабинети с лаборатории по физика, химия и биология, кабинет по изобразително изкуство с керамично ателие, кабинет по вероучение със стенописи и витражи, плувен басейн, 2 физкултурни салона, богата библиотека, логопедичен кабинет, просторна актова зала, ученически стол и няколко спортни площадки в двора.

### Участия в проекти
- 2001 – 2003 г.: „Интеграция на ромското население“ по програма „Фар“;
- 2001 – 2002 г.: „Училищни патрули“ за пътна безопасност;
- 2002 – 2003 г.: „Стълбица“ на фондация „Покров Богородичен“;
- 2004 – 2006 г.: международен проект „Пътешествие в ХХІ век чрез приказките и легендите“ с училища партньори от Полша, Кипър и Литва, получен „Сертификат за най-добро изпълнение на проект по програма Сократ“ от Центъра за развитие на човешките ресурси;
- 2008 – 2009 г.: „С приятели творим“, по направление „Да направим училището привлекателно за младите хора с училище партньор 2 ОУ „Гоце Делчев“ от гр. Гоце Делчев.